# William Meyer (Bibliothekar)
William Meyer (* 28. Juni 1883 in Reval; † 12. September 1932 in Königsberg (Preußen)) war ein deutscher Lehrer, Historiker und Bibliothekar.

## Leben
Meyer besuchte das Gymnasium in Reval und studierte anschließend Geschichte und Philosophie in Sankt Petersburg, wo er 1907 das Staatsexamen erlangte und 1908 promoviert wurde. Von 1908 bis 1919 war er im Höheren Schuldienst in Arensburg und Mitau tätig. Erst 1920 ging Meyer in den Bibliotheksdienst nach Königsberg. Zunächst war er in der Staats- und Universitätsbibliothek Königsberg tätig, ab 1929 dann in der Stadtbibliothek Königsberg. 1921 erwarb er in Königsberg einen zweiten Doktortitel.
Meyer betätigte sich in der Landes- und Stadtgeschichtsforschung und widmete sich insbesondere der Geschichte der Beziehungen zwischen Deutschland und den baltischen Ländern sowie familienkundlichen und biographischen Themen. Er war Mitbegründer und Vorstands-Mitglied des Vereins für die Familienforschung in Ost- und Westpreußen.
Der Bibliothekar Paul Kaegbein ist ein Neffe von William Meyer.

## Schriften (Auswahl)
- Handelsbeziehungen zwischen Holland und Livland im 15. Jahrhundert, Riga: Löffler 1912.
- Nachrichten über die Revalsche Kaufmannsfamilie Meyer, Mitau: Steffenhagen 1915.
- Baltische Studenten in Kiel 1665–1865, Kiel: Mühlau in Komm. 1930 (Mitteilungen der Gesellschaft für Kieler Stadtgeschichte; 35).
- Regesten und Stammtafeln zur Geschichte des Zschockschen Stifts. In: Altpreußische Geschlechterkunde, 4 (1930).
- Die Gründungsgeschichte der Academia Petrina in Mitau: ein Beitrag zur Geschichte der Aufklärungszeit in Kurland, Riga: Häcker 1937 (Sitzungsberichte der Kurzemer (Kurländischen) Gesellschaft für Literatur und Kunst und Jahresberichte des Kurzemer (Kurländischen) Provinzial-Museums in Jelgava (Mitau); 1935/36) (Zugl.: Königsberg, Univ., Diss., 1921).